# 週刊 歴史のミステリー
『週刊 歴史のミステリー』（しゅうかん れきしのミステリー）とは、デアゴスティーニ・ジャパンが発行している週刊誌。2008年1月15日創刊、1月29日から2009年12月22日まで毎週火曜日に発刊され（最終の101号のみ12月26日の土曜日刊行）、2012年5月15日より「改訂版」として再刊されている。A4変型のオールカラー32ページ構成。全101号（101号は索引）。定価は税込で560円（創刊号のみ190円）。
通説となっている歴史上の事柄について、根拠となる歴史書の信憑性が疑われるもの、多くが謎に包まれているものなどを、新旧の学説を交えて解説。

## 内容
全7章で構成される。以下に各章の説明と、各号で扱われたテーマを挙げる。

### 歴史検証ファイル
歴史を語る上で重要とされる事例について、毎号2つのテーマについて扱い、それぞれ4つ程度のポイントについて通説の解説と検証を行う。
| 号数 | 内容                                                                                       | 号数  | 内容                                                                                                 |
| ---- | ------------------------------------------------------------------------------------------ | ----- | --- |
| 1号  | 本能寺の変の首謀者は誰だったのか? イエス・キリストに子供は存在したのか?                    | 51号  | インカ帝国はなぜ滅亡したのか? “鬼将軍”加藤清正の実像                                                 |
| 2号  | 聖徳太子は本当に存在したのか? 中世ヨーロッパを震撼させた魔女狩りの真実                     | 52号  | “赤字夫人”マリー・アントワネットの実像 “倭寇”は日本人海賊集団だったのか?                             |
| 3号  | 豊臣家は大坂夏の陣で滅亡したのか? アメリカ大陸を初めて発見したのはコロンブスだったのか?    | 53号  | 榎本武揚はなぜ箱館戦争を起こしたのか? ドイツ分断“ベルリンの壁”の真実                                 |
| 4号  | 大化の改新は本当に行なわれたのか? ジャンヌ・ダルクは本当に存在したのか?                    | 54号  | 帝銀事件の真犯人は誰だったのか? 大韓航空機爆破事件は北朝鮮の国家テロだったのか?                      |
| 5号  | ケネディ暗殺事件の首謀者は誰だったのか? 真珠湾攻撃は奇襲だったのか?                        | 55号  | ローマ教皇ヨハネ・パウロ1世急死の真相 大江戸捕物帳の真実                                             |
| 6号  | 日本を襲った元寇の真実 ナポレオン病死の真相                                                | 56号  | 世界恐慌“暗黒の木曜日”の真実 北条早雲は本当に「下克上の雄」だったのか?                               |
| 7号  | 桶狭間の戦いは奇襲だったのか? 南北戦争は奴隷解放のための戦いだったのか?                    | 57号  | 宗教改革の真実 道鏡は本当に天皇になろうとしたのか?                                                   |
| 8号  | 源頼朝事故死の真相 十字軍遠征は聖地奪還の聖戦だったのか?                                   | 58号  | 項羽はなぜ劉邦に敗れたのか? “応仁の乱の元凶”日野富子の実像                                           |
| 9号  | 日露戦争で日本は本当に勝利したのか? キング牧師暗殺事件の首謀者は誰だったのか?              | 59号  | ベトナム戦争の真相 薩長同盟の立役者は坂本龍馬だったのか?                                             |
| 10号 | 関ヶ原の戦いは天下を二分した決戦だったのか? カエサルを殺したのはブルートゥスだったのか?    | 60号  | 20世紀最大の未解決事件「三億円事件」の真相 マハトマ・ガンジーは聖人だったのか?                       |
| 11号 | 徳川8代“暴れん坊将軍”誕生の真相 黄金の国「ジパング」はどこに存在したのか?                  | 61号  | 平清盛は暴君だったのか? ヨーロッパ“大航海時代”の真実                                                 |
| 12号 | 信長の比叡山焼き討ちは虐殺だったのか? リンカーン暗殺事件の真相                             | 62号  | “軍神”乃木希典は愚将だったのか? 民主カンボジア“ポル・ポト政権”の真実                                 |
| 13号 | 西郷隆盛はなぜ自刃に追い込まれたのか? 幻の中国王朝「夏」は存在したのか?                    | 63号  | ミッドウェー海戦の敗因はどこにあったのか? ピューリタン革命の真実                                     |
| 14号 | 邪馬台国はどこに存在したのか? 古代に栄えた文明は「四大文明」だけだったのか?                | 64号  | “ルネッサンスのパトロン”メディチ家興亡の真相 日本最古の史書『古事記』は偽書だったのか                |
| 15号 | “独眼竜政宗”野望の真相 諸葛孔明は名軍師だったのか?                                         | 65号  | ヒトラー暗殺計画はなぜ失敗したのか? “徳川幕府転覆”「由比正雪の乱」の真相                             |
| 16号 | 伊藤博文暗殺事件の首謀者は誰だったのか? アレクサンドロス大王急死の真相                     | 66号  | “世界三聖”孔子は聖人君子だったのか? 明治天皇暗殺計画「大逆事件」の真実                               |
| 17号 | 豊臣秀吉 朝鮮出兵の真相 フランス革命は市民革命だったのか?                                  | 67号  | 世界初の社会主義国“ソビエト連邦の崩壊”の真実 豊臣家滅亡の元凶は淀殿だったのか?                       |
| 18号 | 日本帝国陸軍731部隊の真実 皇帝ネロは暴君だったのか?                                        | 68号  | アイルランド紛争の原因はどこにあったのか? “連合艦隊壊滅”レイテ沖海戦の真実                           |
| 19号 | スペイン内戦の真相 鎖国を打ち破ったのはペリーの黒船だったのか?                             | 69号  | 足利尊氏は“逆臣”だったのか? 「イスラエル国」建国の真相                                               |
| 20号 | 全米を震撼させた赤狩りの真実 全国八百万の神々が集う出雲大社建立の真相                      | 70号  | ロシアの女帝「エカテリーナ2世」は悪女だったのか? 平安京遷都の真相                                    |
| 21号 | 戦後日本最大の疑獄 ロッキード事件の真相 スターリン病死の真相                               | 71号  | “天下無双の陪臣”直江兼続の実像 「虹の戦士号」はなぜ沈没したのか?                                     |
| 22号 | 世界最大の後宮“大奥”の真実 世界初の核攻撃“原爆”投下の真相                                  | 72号  | 中国「文化大革命」とは何だったのか? 大塩平八郎の乱の真実                                             |
| 23号 | 勤皇の志士を震撼させた「新撰組」の実像 チンギス・ハーンはいかにして大帝国を築き上げたのか? | 73号  | 「アメリカン・マフィア」の真実 “戦国の梟雄”松永久秀の実像                                            |
| 24号 | 赤穂事件“忠臣蔵”の真実 キューバ危機の真相                                                  | 74号  | 「ゼロ戦」は世界最強の戦闘機だったのか? 仏教の開祖“釈迦”の実像                                       |
| 25号 | “バージン・クイーン”エリザベス1世の実像 田沼意次は悪徳政治家だったのか?                    | 75号  | フィデル・カストロは独裁者だったのか? 軍部対警察の大抗争「ゴー・ストップ事件」の真相                 |
| 26号 | 春日局はいかにして女帝となったのか? ローマ帝国はなぜ滅亡したのか?                          | 76号  | ダグラス・マッカーサーは“英雄”だったのか? 日本最古の正史『日本書紀』の真実                           |
| 27号 | 戦艦大和は世界最強だったのか? アヘン戦争の真実                                             | 77号  | 曹操は冷酷無比な梟雄だったのか? “総理大臣暗殺”五・一五事件の真相                                     |
| 28号 | “水戸黄門”徳川光圀の実像 アメリカはなぜ禁酒法を施行したのか?                               | 78号  | 稀代の軍師・黒田官兵衛“野望”の真相 中国のチベット統治は“農奴解放”だったのか?                         |
| 29号 | “美濃のマムシ”斎藤道三の実像 秦の始皇帝は暴君だったのか?                                   | 79号  | 「よど号ハイジャック事件」の真相 ハワイ王国はいかにしてアメリカ領となったのか?                       |
| 30号 | 徳川家康最大の試練“築山事件”の真相 アメリカ独立戦争の真実                                  | 80号  | フランクリン・ルーズベルト大統領の実像 キリスト教はなぜ禁じられたのか?                               |
| 31号 | 初の鉄砲伝来地は種子島だったのか? ウォーターゲート事件の真相                               | 81号  | 足利義満は皇位簒奪者だったのか? 「ミュンヘンオリンピック事件」の真相                                 |
| 32号 | 「日本」の起源はどこにあったのか? ロバート・ケネディ暗殺の首謀者は誰だったのか?            | 82号  | 平将門は“朝敵”だったのか? 古代国家・カルタゴはなぜ滅亡したのか?                                      |
| 33号 | 島原の乱はキリシタンの一揆だったのか? ナポレオンは冬将軍に敗れたのか?                      | 83号  | 奥州藤原氏はいかにして滅んだのか? チャウシェスク政権崩壊「ルーマニア革命」の真相                     |
| 34号 | 忠臣・福島正則の実像 “エビータ”は悪女だったのか?                                           | 84号  | 「フランス救国の英雄」シャルル・ド・ゴールの実像 徳川家康は戦上手だったのか?                         |
| 35号 | 日本古代最大の内乱“壬申の乱”の真相 文明の礎を築いた古代ギリシャ人の実像                    | 85号  | バイキングは野蛮な略奪者だったのか? 反維新政府軍事同盟「奥羽越列藩同盟」の真実                       |
| 36号 | “最後の大奥”天璋院篤姫の実像 第一次世界大戦の契機“サラエボ事件”の真相                      | 86号  | “東京裁判”は公正だったのか? 大統領候補誘拐「金大中事件」の真相                                       |
| 37号 | 朝鮮戦争の真相 戦国の世に暗躍した忍者・忍術の真実                                          | 87号  | “大宰相”ウィンストン・チャーチルの実像 “源氏最後の将軍”源実朝はなぜ暗殺されたのか?                   |
| 38号 | “ラスト・エンペラー”愛新覚羅溥儀の実像 維新への扉を開いた“鳥羽・伏見の戦い”の真相          | 88号  | 第二次世界大戦「ソ連対日参戦」の真相 尾張徳川家お家騒動「青松葉事件」とは何だったのか?               |
| 39号 | 源頼朝はなぜ義経を討ったのか? 古代エジプト最後の女王クレオパトラの実像                     | 89号  | 連合赤軍「あさま山荘事件」の真相 “中国唯一の女性皇帝”則天武后は悪女だったのか?                       |
| 40号 | 孝明天皇病死の真相 天安門事件の真実                                                        | 90号  | “江戸幕府滅亡”大政奉還の真相 オスマン帝国は“文化なき征服者”だったのか?                               |
| 41号 | 南北朝時代の真相 “史上最大”ノルマンディー上陸作戦の真実                                    | 91号  | 日本初の公害問題「足尾鉱毒事件」の真実 “砂漠の狐”エルヴィン・ロンメルの実像                          |
| 42号 | 「桜田門外の変」の真実 西太后は稀代の悪女だったのか?                                       | 92号  | チェルノブイリ原発事故はなぜ起こったのか? 新撰組による尊攘派襲撃「池田屋事件」の真相                 |
| 43号 | 日本人はどこから来たのか? “独裁者”ムッソリーニの実像                                       | 93号  | フォークランド紛争の真相 “鎌倉幕府の尼将軍”北条政子は悪女だったのか?                                 |
| 44号 | “犬公方”徳川綱吉は暴君だったのか? マルコムX暗殺事件の真実                                  | 94号  | 羽柴秀吉「中国大返し」の真相 “食人大統領”イディ・アミンの実像                                        |
| 45号 | 実尾島事件の真相 長篠の戦いでの勝因は信長の「三段撃ち」だったのか?                         | 95号  | サンフランシスコ講和条約の真相 古代ギリシアのポリス「スパルタ」は軍事国家だったのか?                 |
| 46号 | “戦後史最大の謎”下山事件の真相 世界初の社会主義国家ソ連誕生の真実                          | 96号  | 失われたイスラエル十支族はどこに消えたのか? 関東軍は最強部隊だったのか?                              |
| 47号 | 日清戦争の真実 “ワイルド・ウエスト”アメリカ西部開拓時代の真相                              | 97号  | 楊貴妃は“傾国の美女”だったのか? 武門の両統による最終決戦“源平合戦”の真相                             |
| 48号 | シーボルト事件の真相 “真実の革命家”チェ・ゲバラの実像                                      | 98号  | 「ワーテルローの戦い」の勝利者は誰だったのか? 日本初の近代的統治機構「明治新政府」の実像             |
| 49号 | “昭和維新”二・二六事件の真相 第二次世界大戦を引き起こしたのはヒトラーだったのか?           | 99号  | 「湾岸戦争」フセインはなぜクウェートに侵攻したのか? 川中島の戦いは引き分けに終わったのか?            |
| 50号 | “日本最大の国際スパイ事件”ゾルゲ事件の真相 辛亥革命の真実                                  | 100号 | 「9.11同時多発テロ事件」の首謀者はアルカイダだったのか? “幕末最大のミステリー”坂本龍馬暗殺事件の真相 |

### 遺跡に眠る謎
各地に遺された遺跡についての謎を、最新の研究データを交えて解説する。
| 号数 | 内容                               | 号数 | 内容                               | 号数 | 内容                                   | 号数  | 内容                                     |
| ---- | ---------------------------------- | ---- | ---------------------------------- | ---- | -------------------------------------- | ----- | ---------------------------------------- |
| 1号  | チャビン・デ・ワンタル（ペルー）   | 26号 | ペトラ遺跡（ヨルダン）             | 51号 | ペルガモン（トルコ）                   | 76号  | ポロンナルワ（スリランカ）               |
| 2号  | 兵馬俑坑（中国）                   | 27号 | クノッソス宮殿（ギリシャ）         | 52号 | ハットゥシャ（トルコ）                 | 77号  | ハンピ（インド）                         |
| 3号  | カッパドキア（トルコ）             | 28号 | ラリベラの岩窟教会群（エチオピア） | 53号 | アグリジェント「神殿の谷」（イタリア） | 78号  | ターヌムの岩絵群（スウェーデン）         |
| 4号  | アンコール・ワット（カンボジア）   | 29号 | メサ・ベルデ（アメリカ）           | 54号 | エル・タヒン（メキシコ）               | 79号  | チャンチャン（ペルー）                   |
| 5号  | モヘンジョダロ（パキスタン）       | 30号 | アユタヤ遺跡（タイ）               | 55号 | レプティス・マグナ（リビア）           | 80号  | オリンピア（ギリシャ）                   |
| 6号  | イースター島 モアイ像（チリ）      | 31号 | トロイア遺跡（トルコ）             | 56号 | アレッポ（シリア）                     | 81号  | 龍門石窟（中国）                         |
| 7号  | マチュ・ピチュ（ペルー）           | 32号 | ハラッパー遺跡（パキスタン）       | 57号 | 吉野ヶ里遺跡（日本）                   | 82号  | 石見銀山（日本）                         |
| 8号  | ストーンヘンジ（イギリス）         | 33号 | 飛鳥の遺跡群（日本）               | 58号 | イスファハーン（イラン）               | 83号  | キリグア（グアテマラ）                   |
| 9号  | ボロブドゥール寺院（インドネシア） | 34号 | パレンケ（メキシコ）               | 59号 | メルブ（トルクメニスタン）             | 84号  | 麗江古城（中国）                         |
| 10号 | チチェン・イッツァ（メキシコ）     | 35号 | アルタミラ洞窟（スペイン）         | 60号 | カイルアン（チュニジア）               | 85号  | ポタラ宮（中国）                         |
| 11号 | 大平山元遺跡（日本）               | 36号 | デルフォイ（ギリシャ）             | 61号 | アボメー（ベナン）                     | 86号  | カジュラーホ（インド）                   |
| 12号 | ナスカの地上絵（ペルー）           | 37号 | エフェソス（トルコ）               | 62号 | チョガ・ザンビル（イラン）             | 87号  | メクネス（モロッコ）                     |
| 13号 | ギザの大ピラミッド（エジプト）     | 38号 | ウル（イラク）                     | 63号 | スコータイ（タイ）                     | 88号  | セゴビア旧市街（スペイン）               |
| 14号 | ポンペイ（イタリア）               | 39号 | アクスム（エチオピア）             | 64号 | メギド（イスラエル）                   | 89号  | フェズ（モロッコ）                       |
| 15号 | パルミュラ（シリア）               | 40号 | カルタゴ（チュニジア）             | 65号 | トンブクトゥ（マリ）                   | 90号  | ボイン渓谷の遺跡群（アイルランド）       |
| 16号 | 莫高窟（中国）                     | 41号 | ティカル（グアテマラ）             | 66号 | パガン（ミャンマー）                   | 91号  | 唐古・鍵遺跡（日本）                     |
| 17号 | ティワナク（ボリビア）             | 42号 | ニヤ（中国）                       | 67号 | 楽山大仏（中国）                       | 92号  | カトマンズの谷（ネパール）               |
| 18号 | バールベック（レバノン）           | 43号 | 王家の谷（エジプト）               | 68号 | キルワ・キシワニ（タンザニア）         | 93号  | オルホン渓谷（モンゴル）                 |
| 19号 | アクロポリス（ギリシャ）           | 44号 | バーミヤーン（アフガニスタン）     | 69号 | アジャンター石窟寺院群（インド）       | 94号  | ピサのドゥオモ広場（イタリア）           |
| 20号 | ナン・マドール（ミクロネシア連邦） | 45号 | 殷墟（中国）                       | 70号 | フエ（ベトナム）                       | 95号  | ヒヴァのイチャン・カラ（ウズベキスタン） |
| 21号 | グレート・ジンバブエ（ジンバブエ） | 46号 | メテオラ修道院群（ギリシャ）       | 71号 | マルタの巨石神殿と地下墳墓（マルタ）   | 96号  | ネムルト・ダーの巨大墳墓（トルコ）       |
| 22号 | カルナック神殿（エジプト）         | 47号 | シーギリヤ（スリランカ）           | 72号 | パフォス（キプロス）                   | 97号  | ハトラ遺跡（イラク）                     |
| 23号 | エローラ石窟寺院群（インド）       | 48号 | クスコ（ペルー）                   | 73号 | 万里の長城（中国）                     | 98号  | 三内丸山遺跡（日本）                     |
| 24号 | テオティワカン（メキシコ）         | 49号 | クムラン（イスラエル）             | 74号 | マサダ（イスラエル）                   | 99号  | 嘆きの壁（イスラエル）                   |
| 25号 | コパン遺跡（ホンジュラス）         | 50号 | トゥーラ（メキシコ）               | 75号 | ケルクアン（チュニジア）               | 100号 | ペルセポリス（イラン）                   |

### 疑惑の真相
疑惑が持たれている歴史上の事柄について、諸説を解説する。
| 号数 | 内容                                               | 号数  | 内容                                                     |
| ---- | -------------------------------------------------- | ----- | -------------------------------------------------------- |
| 1号  | アポロ11号の月面着陸は捏造だったのか!?             | 51号  | イエス・キリストの誕生日は12月25日ではなかった!?         |
| 2号  | 徳川家康の晩年は影武者だった!?                     | 52号  | 一休は足利義満の孫だった!?                               |
| 3号  | 川中島の戦いはフィクションだった!?                 | 53号  | 天草四郎は豊臣秀頼の息子だった!?                         |
| 4号  | 源義経は平泉で死んでいなかった!?                   | 54号  | 出雲阿国は2人いた!?                                      |
| 5号  | タイタニック号は沈没していなかった!?               | 55号  | “魔性の女”サロメの身体に秘められた謎                     |
| 6号  | 坂本龍馬暗殺の黒幕は薩摩藩だった!?                 | 56号  | 阿部定事件報道は当局の情報操作だった!?                   |
| 7号  | 恐竜と人間は共存していた!?                         | 57号  | 安倍晴明の伝説は子孫によってつくられた!?                 |
| 8号  | 豊臣秀頼は秀吉の実子ではなかった!?                 | 58号  | サッカーの起源は古代ローマの軍事教練だった!?             |
| 9号  | ヒンデンブルク号爆破はテロだった!?                 | 59号  | 鼠小僧は義賊ではなかった!?                               |
| 10号 | イエス・キリストは日本で死んでいた!?               | 60号  | ヨーロッパでは18世紀まで動物裁判が行われていた!?         |
| 11号 | 『風林火山』の山本勘助は架空の人物だった!?         | 61号  | 国学者・平田篤胤はオカルト研究家だった!?                 |
| 12号 | 切り裂きジャックは女だった!?                       | 62号  | 清水次郎長は小心者だった!?                               |
| 13号 | モーツァルトは暗殺された!?                         | 63号  | ロシア革命の影の立役者は日本人スパイだった!?             |
| 14号 | 俳聖・松尾芭蕉は忍者だった!?                       | 64号  | 『竹取物語』の作者は紀貫之だった!?                       |
| 15号 | シェークスピアはひとりではなかった!?               | 65号  | 安徳天皇は壇ノ浦で死んではいなかった?                    |
| 16号 | 明智光秀は天海だった!?                             | 66号  | CIAはナチス戦犯を匿っていた!?                            |
| 17号 | マリリン・モンローは暗殺された!?                   | 67号  | 「ええじゃないか」は討幕派の陰謀だった!?                 |
| 18号 | 明暦の大火は江戸幕府の陰謀だった!?                 | 68号  | 千利休は徳川家康のスパイだった!?                         |
| 19号 | ロマノフ朝最後の皇女アナスタシアは生きていた!?     | 69号  | 「八甲田山死の行軍」の生還者は軍によって暗殺されていた!? |
| 20号 | 「生類憐みの令」は天下の悪法ではなかった!?         | 70号  | 邪馬台国は阿波にあった!?                                 |
| 21号 | 上杉謙信は女だった!?                               | 71号  | 皇女和宮は替え玉だった!?                                 |
| 22号 | ダイアナは暗殺された!?                             | 72号  | ボストン絞殺魔の容疑者は冤罪だった!?                     |
| 23号 | トロイア遺跡を発見したシュリーマンは詐欺師だった!? | 73号  | 為朝の琉球渡来伝説は琉球王国によってつくられた!?         |
| 24号 | 謎の浮世絵師・写楽は実在したのか?                  | 74号  | 「世紀の女スパイ」マタ・ハリは冤罪だった!?               |
| 25号 | 楊貴妃は日本で死んでいた!?                         | 75号  | アメリカ独立革命を指導したのはフリーメーソンだった!?     |
| 26号 | 志賀島の金印は「贋作」だった!?                     | 76号  | SDIはハルマゲドン待望論者によって仕掛けられた!?          |
| 27号 | ダーウィンの進化論は盗作だった!?                   | 77号  | ユトリロはルノワールの息子だった!?                       |
| 28号 | アドルフ・ヒトラーは南米に逃亡していた!?           | 78号  | 平賀源内は獄中で死ななかった!?                           |
| 29号 | ゴッホの死は仕組まれたものだった!?                 | 79号  | ネアンデルタール人は現在も生きている!?                   |
| 30号 | 伝説のFBI長官フーバーは同性愛者だった!?            | 80号  | アガサ・クリスティー失踪事件は狂言だった!?               |
| 31号 | ツタンカーメンは暗殺された!?                       | 81号  | 於岩稲荷の祟りはつくられたものだった!?                   |
| 32号 | ロズウェルにUFOが墜落していた!?                    | 82号  | 北京原人の化石はアメリカに持ち去られた!?                 |
| 33号 | 大谷吉継は豊美秀吉の子供だった!?                   | 83号  | 真田幸村は大坂夏の陣で死んでいなかった!?                 |
| 34号 | 徳川家康は関ヶ原の戦いで死んでいた!?               | 84号  | 賢帝ハドリアヌスは暴君だった!?                           |
| 35号 | 古代エジプトでは電気が使われていた!?               | 85号  | イエス・キリストは仏教徒だった!?                         |
| 36号 | 『源氏物語』の作者は紫式部ではなかった!?           | 86号  | 応天門の変は藤原氏兄弟の確執から起きた!?                 |
| 37号 | 弁慶は架空の人物だった!?                           | 87号  | ベートーヴェンの耳は聞こえていた!?                       |
| 38号 | アラビアのロレンスはスパイだった!?                 | 88号  | 山内一豊の妻・千代は賢妻ではなかった!?                   |
| 39号 | 佐々木小次郎は実在しなかった!?                     | 89号  | 『ヴォイニッチ手稿』は最先端科学の秘伝書だった!?         |
| 40号 | 明治維新の真の立役者はフリーメイソンだった!?       | 90号  | 日本海軍の潜水空母による「パナマ運河爆砕計画」があった!? |
| 41号 | 荒木又右衛門の36人斬りはなかった!?                 | 91号  | 大津事件は西郷隆盛の亡霊が引き起こした!?                 |
| 42号 | 「眠り猫」を彫ったのは左甚五郎ではなかった!?       | 92号  | パガニーニは悪魔の化身と信じられた!?                     |
| 43号 | 邪馬台国の女王・卑弥呼は殺害された!?               | 93号  | 第9代将軍・徳川家重は女だった!?                          |
| 44号 | ジョン・レノン射殺事件の黒幕はアメリカ政府だった!? | 94号  | “男装の麗人”川島芳子は処刑されずに生きていた!?           |
| 45号 | 観阿弥・世阿弥親子は南朝のスパイだった!?           | 95号  | 「いろは歌」は流刑囚の遺書だった!?                       |
| 46号 | チャイコフスキーは自殺していた!?                   | 96号  | 近藤勇の愛刀“虎徹”は偽物だった!?                         |
| 47号 | 大岡越前の名裁きは他人の業績だった!?               | 97号  | 徳川家茂は暗殺されていた!?                               |
| 48号 | 紀伊国屋文左衛門の伝説は後年の創作だった!?         | 98号  | 石川五右衛門は秀吉を狙った暗殺者だった!?                 |
| 49号 | ルートヴィヒ2世は精神異常者に仕立てあげられた!?    | 99号  | 女性冒険飛行家アメリア・イアハートは生きていた!?         |
| 50号 | リンカーンの名演説は孫引きだった!?                 | 100号 | リンドバーグ・ジュニア誘拐殺人事件は狂言だった!?         |

### 芸術の裏側
芸術作品や歴史的建築物に秘められた、製作者のメッセージや暗号を考察する。
| 号数 | 内容                                                                                        | 号数  | 内容                                                                                 |
| ---- | ------------------------------------------------------------------------------------------- | ----- | ------------------------------------------------------------------------------------ |
| 1号  | ハンス・ホルバイン「大使たち」                                                              | 51号  | エドガー・ドガ「ダンス教室」                                                         |
| 2号  | フィンセント・ファン・ゴッホ「ひまわり」                                                    | 52号  | エドゥアール・マネ「オランピア」                                                     |
| 3号  | 歌川広重「東海道五十三次」                                                                  | 53号  | ジョン・エヴァレット・ミレイ「オフィーリア」                                         |
| 4号  | レオナルド・ダ・ヴィンチ「最後の晩餐」                                                      | 54号  | フレデリク・バルトルディ「自由の女神像」                                             |
| 5号  | 運慶「大威徳明王坐像」                                                                      | 55号  | ギュスターヴ・モロー「出現」                                                         |
| 6号  | エドヴァルド・ムンク「叫び」                                                                | 56号  | ギュスターヴ・クールベ「画家のアトリエ 私の芸術的人生の7年間を 要約する現実的寓意」  |
| 7号  | パブロ・ピカソ「泣く女」                                                                    | 57号  | タージ・マハル                                                                       |
| 8号  | ルートヴィヒ・ヴァン・ベートーヴェン「エリーゼのために」                                    | 58号  | ラファエロ・サンツィオ「アテネの学堂」                                               |
| 9号  | フランシスコ・デ・ゴヤ「裸のマハ」                                                          | 59号  | モン・サン＝ミシェル                                                                 |
| 10号 | ジェームズ・M・バリー「ピーターとウェンディ」                                               | 60号  | ミケランジェロ・メリージ・ダ・カラヴァッジオ「エマオの晩餐」                         |
| 11号 | レオナルド・ダ・ヴィンチ「モナ・リザ」                                                      | 61号  | ヴォルフガング・アマデウス・モーツァルト「魔笛」                                     |
| 12号 | 「ミロのヴィーナス」                                                                        | 62号  | ジャック＝ルイ・ダヴィッド「マラーの死」                                             |
| 13号 | 国宝「稲葉天目」                                                                            | 63号  | クロード・モネ「日傘をさす女性」                                                     |
| 14号 | ポール・ゴーギャン「三人のタヒチ人」                                                        | 64号  | ヤン・ファン・エイク「アルノルフィーニ夫妻」                                         |
| 15号 | アレッサンドロ・ボッティチェリ「ヴィーナスの誕生」                                          | 65号  | エル・グレコ「オルガス伯の埋葬」                                                     |
| 16号 | ヤン・フェルメール「天秤を持つ女」                                                          | 66号  | アルハンブラ宮殿                                                                     |
| 17号 | 日光東照宮                                                                                  | 67号  | アンリ・ファンタン＝ラトゥール「バティニョールのアトリエ」                           |
| 18号 | 岡本太郎「太陽の塔」                                                                        | 68号  | アルブレヒト・デューラー「28歳の自画像」                                             |
| 19号 | テオドール・ジェリコー「メデューズ号の筏」                                                  | 69号  | ポール・シニャック「井戸端の女たち」                                                 |
| 20号 | ジャン＝フランソワ・ミレー「落穂拾い」                                                      | 70号  | ジョルジョーネ「嵐（テンペスタ）」                                                   |
| 21号 | スタンリー・キューブリック「2001年宇宙の旅」                                                | 71号  | ジョン・シンガー・サージェント「マダムX」                                            |
| 22号 | ロバート・キャパ「崩れ落ちる兵士」                                                          | 72号  | ジョルジュ・ド・ラ・トゥール「ダイヤのエースを持ったいかさま師」                     |
| 23号 | ラスコー洞窟の壁画                                                                          | 73号  | フェデリコ・フェリーニ「8 1/2」                                                      |
| 24号 | オーギュスト・ロダン「考える人」                                                            | 74号  | フォンテーヌブロー派「ガブリエル・デストレとその妹」                                 |
| 25号 | マルセル・デュシャン「泉」                                                                  | 75号  | ジェームズ・アンソール「キリストのブリュッセル入城」                                 |
| 26号 | アントニオ・ガウディ「サグラダ・ファミリア教会」                                            | 76号  | ピエロ・デラ・フランチェスカ「ウルビーノ公夫妻の肖像」                               |
| 27号 | 地獄草紙                                                                                    | 77号  | ジョゼフ・マロード・ウィリアム・ターナー「雨、蒸気、速度 グレート・ ウエスタン鉄道」 |
| 28号 | ジョルジュ・スーラ「グランド・ジャット島の日曜日の午後」                                    | 78号  | アンリ・カルティエ＝ブレッソン「サン＝ラザール駅裏、パリ、1932年」                   |
| 29号 | ジュゼッペ・アルチンボルド「四大元素 水」                                                   | 79号  | ワシリー・カンディンスキー「コンポジション6」                                        |
| 30号 | ヒエロニムス・ボッス「快楽の園」                                                            | 80号  | 姫路城                                                                               |
| 31号 | ミケランジェロ「天地創造」                                                                  | 81号  | ピエール＝オーギュスト・ルノワール「ムーラン・ド・ラ・ギャレットの舞踏会」           |
| 32号 | 葛飾北斎「富嶽三十六景 神奈川沖浪裏」                                                       | 82号  | ルーカス・クラナハ「ヴィーナス」                                                     |
| 33号 | ルネ・マグリット「光の帝国」                                                                | 83号  | フラ・アンジェリコ「受胎告知」                                                       |
| 34号 | 竹久夢二「黒船屋」                                                                          | 84号  | ニコラ・プッサン「我アルカディアにもあり」                                           |
| 35号 | グスタフ・クリムト「接吻」                                                                  | 85号  | ピエール・ボナール「浴槽の裸婦」                                                     |
| 36号 | アメデオ・モディリアーニ「黄色いセーターのジャンヌ・エビュテルヌ」                          | 86号  | アルフォンス・ミュシャ「ジスモンダ」                                                 |
| 37号 | ディエゴ・ベラスケス「ラス・メニーナス」                                                    | 87号  | ル・コルビュジエ「サヴォワ邸」                                                       |
| 38号 | 藤田嗣治「カフェにて」                                                                      | 88号  | ランブール兄弟「ベリー公のいとも豪華なる時祷書 月暦画10月の図」                      |
| 39号 | ミマール・シナン「セリミエ・モスク」                                                        | 89号  | エゴン・シーレ「家族」                                                               |
| 40号 | トゥールーズ＝ロートレック「ムーラン・ルージュにて」                                        | 90号  | 喜多川歌麿「当時三美人（高名三美人）」                                               |
| 41号 | レンブラント「夜警」                                                                        | 91号  | ジャン・ロレンツォ・ベルニーニ「聖テレサの法悦」                                     |
| 42号 | ポール・ゴーギャン「われわれはどこから来たのか われわれは 何者か われわれはどこへ行くのか」 | 92号  | オーソン・ウェルズ「市民ケーン」                                                     |
| 43号 | アンリ・ルソー「夢」                                                                        | 93号  | 青木繁「海の幸」                                                                     |
| 44号 | ピーテル・ブリューゲル「ネーデルラントの諺」                                                | 94号  | ジャクソン・ポロック「錬金術」                                                       |
| 45号 | ポール・セザンヌ「リンゴとオレンジ」                                                        | 95号  | ヴィクトル・オルタ「タッセル邸」                                                     |
| 46号 | アンリ・マティス「ブルー・ヌード4」                                                         | 96号  | ルイス・キャロル「不思議の国のアリス」                                               |
| 47号 | ジョアン・ミロ「アルルカンのカーニバル」                                                    | 97号  | ジュゼッペ・ヴェルディ「アイーダ」                                                   |
| 48号 | サルバドール・ダリ「ウィリアム・テルの謎」                                                  | 98号  | ウジェーヌ・ドラクロワ「サルダナパロスの死」                                         |
| 49号 | パウル・クレー「セネシオ」                                                                  | 99号  | シャルトル大聖堂                                                                     |
| 50号 | ドミニク・アングル「トルコ風呂」                                                            | 100号 | 厳島神社                                                                             |

### 語り継がれる伝説
各地に残る伝説について、起源や信憑性について考察する。
| 号数 | 内容                     | 号数 | 内容                   | 号数 | 内容               | 号数  | 内容                 |
| ---- | ------------------------ | ---- | ---------------------- | ---- | ------------------ | ----- | -------------------- |
| 1号  | ハーメルンの笛吹き男     | 26号 | 不死鳥                 | 51号 | 土蜘蛛             | 76号  | 孫悟空               |
| 2号  | ノアの箱舟               | 27号 | コロボックル           | 52号 | 妖精               | 77号  | 東方の三博士         |
| 3号  | アトランティス           | 28号 | 妖狐                   | 53号 | 平家落人伝説       | 78号  | 女教皇ヨハンナ       |
| 4号  | バベルの塔               | 29号 | オーロラ               | 54号 | わらしべ長者       | 79号  | 恐山                 |
| 5号  | かごめかごめ             | 30号 | 雪女                   | 55号 | グレムリン         | 80号  | ギルガメシュ         |
| 6号  | 徳川埋蔵金伝説           | 31号 | マヨヒガ（迷い家）     | 56号 | シャンバラ         | 81号  | 打出の小槌           |
| 7号  | 菅原道真飛梅伝説         | 32号 | ネッシー               | 57号 | イス               | 82号  | 八百比丘尼           |
| 8号  | 天岩戸                   | 33号 | ルルドの泉             | 58号 | プレスター・ジョン | 83号  | 村正                 |
| 9号  | 浦島太郎伝説             | 34号 | オルフェウスの冥府下り | 59号 | 平将門伝説         | 84号  | 青ひげ               |
| 10号 | 聖杯伝説                 | 35号 | 姨捨山                 | 60号 | 弘法伝説           | 85号  | ポルターガイスト     |
| 11号 | 河童伝説                 | 36号 | 酒呑童子               | 61号 | ファウスト         | 86号  | ワルキューレ         |
| 12号 | 天女の羽衣               | 37号 | ドラゴン               | 62号 | マルコ王子         | 87号  | ビリー・ザ・キッド   |
| 13号 | 仮面の男                 | 38号 | ロビン・フッド         | 63号 | ルーン文字         | 88号  | ゾンビ               |
| 14号 | バミューダトライアングル | 39号 | 人狼                   | 64号 | アルゴナウタイ     | 89号  | トリノの聖骸布       |
| 15号 | エル・ドラド             | 40号 | 金太郎                 | 65号 | 聖タイス           | 90号  | 猫又                 |
| 16号 | 吸血鬼ドラキュラ         | 41号 | アラジン               | 66号 | ツチノコ           | 91号  | 神農                 |
| 17号 | 桃太郎                   | 42号 | 一つ目小僧             | 67号 | ゴーレム           | 92号  | シエナのカタリナ     |
| 18号 | かちかち山               | 43号 | 指輪物語               | 68号 | 汗血馬             | 93号  | タキタロウ           |
| 19号 | 白蛇伝                   | 44号 | 海坊主                 | 69号 | 月の山             | 94号  | 聖徳太子             |
| 20号 | 座敷わらし               | 45号 | スフィンクス           | 70号 | ウィリアム・キッド | 95号  | 荒吐族               |
| 21号 | 人魚伝説                 | 46号 | アマゾネス             | 71号 | ロムルスとレムス   | 96号  | 地球空洞説           |
| 22号 | 天狗                     | 47号 | テカムセの呪い         | 72号 | 狐の嫁入り         | 97号  | シーサーペント       |
| 23号 | 八岐大蛇                 | 48号 | ソドムとゴモラ         | 73号 | プレイアデス       | 98号  | さまよえるオランダ人 |
| 24号 | ユニコーン               | 49号 | 薔薇十字団             | 74号 | 鬼子母神           | 99号  | ビッグフット         |
| 25号 | モーセの十戒             | 50号 | 徐福                   | 75号 | ダイダラボッチ     | 100号 | ロンギヌスの槍       |

### ミステリー年表
人類発祥から現代までの年表を分割して、古い順に掲載。重要な事柄について解説する。
| 号数 | 内容                  | 号数 | 内容                | 号数 | 内容                | 号数  | 内容                |
| ---- | --------------------- | ---- | ------------------- | ---- | ------------------- | ----- | ------------------- |
| 1号  | 人類の起源 - 1万年前  | 26号 | 紀元901年 - 950年   | 51号 | 紀元1576年 - 1590年 | 76号  | 紀元1831年 - 1840年 |
| 2号  | 紀元前8000年 - 5501年 | 27号 | 紀元951年 - 1000年  | 52号 | 紀元1591年 - 1600年 | 77号  | 紀元1841年 - 1850年 |
| 3号  | 紀元前5500年 - 4001年 | 28号 | 紀元1001年 - 1050年 | 53号 | 紀元1601年 - 1610年 | 78号  | 紀元1851年 - 1855年 |
| 4号  | 紀元前4000年 - 3001年 | 29号 | 紀元1051年 - 1100年 | 54号 | 紀元1611年 - 1620年 | 79号  | 紀元1856年 - 1860年 |
| 5号  | 紀元前3000年 - 2001年 | 30号 | 紀元1101年 - 1150年 | 55号 | 紀元1621年 - 1630年 | 80号  | 紀元1861年 - 1865年 |
| 6号  | 紀元前2000年 - 101年  | 31号 | 紀元1151年 - 1200年 | 56号 | 紀元1631年 - 1640年 | 81号  | 紀元1866年 - 1870年 |
| 7号  | 紀元前100年 - 1年     | 32号 | 紀元1201年 - 1225年 | 57号 | 紀元1641年 - 1650年 | 82号  | 紀元1871年 - 1875年 |
| 8号  | 紀元1年 - 50年        | 33号 | 紀元1226年 - 1250年 | 58号 | 紀元1651年 - 1660年 | 83号  | 紀元1876年 - 1880年 |
| 9号  | 紀元51年 - 100年      | 34号 | 紀元1251年 - 1275年 | 59号 | 紀元1661年 - 1670年 | 84号  | 紀元1881年 - 1885年 |
| 10号 | 紀元101年 - 150年     | 35号 | 紀元1276年 - 1300年 | 60号 | 紀元1671年 - 1680年 | 85号  | 紀元1886年 - 1890年 |
| 11号 | 紀元151年 - 200年     | 36号 | 紀元1301年 - 1320年 | 61号 | 紀元1681年 - 1690年 | 86号  | 紀元1891年 - 1895年 |
| 12号 | 紀元201年 - 250年     | 37号 | 紀元1321年 - 1340年 | 62号 | 紀元1691年 - 1700年 | 87号  | 紀元1896年 - 1900年 |
| 13号 | 紀元251年 - 300年     | 38号 | 紀元1341年 - 1360年 | 63号 | 紀元1701年 - 1710年 | 88号  | 紀元1901年 - 1905年 |
| 14号 | 紀元301年 - 350年     | 39号 | 紀元1361年 - 1380年 | 64号 | 紀元1711年 - 1720年 | 89号  | 紀元1906年 - 1910年 |
| 15号 | 紀元351年 - 400年     | 40号 | 紀元1381年 - 1400年 | 65号 | 紀元1721年 - 1730年 | 90号  | 紀元1911年 - 1915年 |
| 16号 | 紀元401年 - 450年     | 41号 | 紀元1401年 - 1420年 | 66号 | 紀元1731年 - 1740年 | 91号  | 紀元1916年 - 1920年 |
| 17号 | 紀元451年 - 500年     | 42号 | 紀元1421年 - 1440年 | 67号 | 紀元1741年 - 1750年 | 92号  | 紀元1921年 - 1930年 |
| 18号 | 紀元501年 - 550年     | 43号 | 紀元1441年 - 1460年 | 68号 | 紀元1751年 - 1760年 | 93号  | 紀元1931年 - 1940年 |
| 19号 | 紀元551年 - 600年     | 44号 | 紀元1461年 - 1480年 | 69号 | 紀元1761年 - 1770年 | 94号  | 紀元1941年 - 1950年 |
| 20号 | 紀元601年 - 650年     | 45号 | 紀元1481年 - 1500年 | 70号 | 紀元1771年 - 1780年 | 95号  | 紀元1951年 - 1960年 |
| 21号 | 紀元651年 - 700年     | 46号 | 紀元1501年 - 1515年 | 71号 | 紀元1781年 - 1790年 | 96号  | 紀元1961年 - 1970年 |
| 22号 | 紀元701年 - 750年     | 47号 | 紀元1516年 - 1530年 | 72号 | 紀元1791年 - 1800年 | 97号  | 紀元1971年 - 1980年 |
| 23号 | 紀元751年 - 800年     | 48号 | 紀元1531年 - 1545年 | 73号 | 紀元1801年 - 1810年 | 98号  | 紀元1981年 - 1990年 |
| 24号 | 紀元801年 - 850年     | 49号 | 紀元1546年 - 1560年 | 74号 | 紀元1811年 - 1820年 | 99号  | 紀元1991年 - 2000年 |
| 25号 | 紀元851年 - 900年     | 50号 | 紀元1561年 - 1575年 | 75号 | 紀元1821年 - 1830年 | 100号 | 紀元2001年 - 2008年 |

### 人物再発見
歴史上の偉人について、あまり知られていない人物像や功績などを紹介する。
| 号数 | 内容                     | 号数 | 内容                                 | 号数 | 内容                               | 号数  | 内容                                   |
| ---- | ------------------------ | ---- | ------------------------------------ | ---- | ---------------------------------- | ----- | -------------------------------------- |
| 1号  | トーマス・エジソン       | 26号 | 屋井先蔵                             | 51号 | エミール・ベルリナー               | 76号  | 前島密                                 |
| 2号  | 本田宗一郎               | 27号 | 高峰譲吉                             | 52号 | 十返舎一九                         | 77号  | 早川徳次                               |
| 3号  | ウィリアム・クラーク     | 28号 | 犬養毅                               | 53号 | 笠森お仙                           | 78号  | ジョセフ・ヒコ                         |
| 4号  | 白洲次郎                 | 29号 | ジョン・モンタギュー                 | 54号 | 円空                               | 79号  | 金栗四三                               |
| 5号  | 徳川家康                 | 30号 | 榎本武揚                             | 55号 | ルイ16世                           | 80号  | エドモンド・ハレー                     |
| 6号  | ヘンリー・フォード       | 31号 | エンリケ                             | 56号 | 隠元隆琦                           | 81号  | グレゴール・ヨハン・メンデル           |
| 7号  | 谷豊                     | 32号 | 良寛                                 | 57号 | 伊奈忠次                           | 82号  | 宮城新昌                               |
| 8号  | ラウル・ワレンバーグ     | 33号 | ハンス・クリスティアン・アンデルセン | 58号 | 永田徳本                           | 83号  | 播隆                                   |
| 9号  | 二宮忠八                 | 34号 | 木村安兵衛                           | 59号 | 高木禮二                           | 84号  | トーマス・ブレーク・グラバー           |
| 10号 | 徳川光圀                 | 35号 | 趙高                                 | 60号 | ヨハン・セバスチャン・バッハ       | 85号  | 栄西                                   |
| 11号 | エリオット・ネス         | 36号 | 西行                                 | 61号 | 織田有楽斎                         | 86号  | アイバ・ダキノ                         |
| 12号 | 二宮金次郎               | 37号 | フランツ・カフカ                     | 62号 | 青木昆陽                           | 87号  | レフ・テルミン                         |
| 13号 | 宮本武蔵                 | 38号 | 南方熊楠                             | 63号 | マーカス・サミュエル               | 88号  | 三島海雲                               |
| 14号 | 山本長五郎               | 39号 | 江戸川乱歩                           | 64号 | 岩崎弥太郎                         | 89号  | シャクシャイン                         |
| 15号 | 八木秀次                 | 40号 | 福沢諭吉                             | 65号 | ニコラ・テスラ                     | 90号  | 嶋清一                                 |
| 16号 | フランソワ・ミッテラン   | 41号 | アーサー・コナン・ドイル             | 66号 | フランツ・ヨーゼフ・ハイドン       | 91号  | エミール・ザトペック                   |
| 17号 | 勝海舟                   | 42号 | 伊藤博文                             | 67号 | 大前田英五郎                       | 92号  | シャルル・ルイ＝ナポレオン・ボナパルト |
| 18号 | 井原西鶴                 | 43号 | 坂口安吾                             | 68号 | ベンジャミン・フランクリン         | 93号  | ビアトリクス・ポター                   |
| 19号 | 長谷川平蔵               | 44号 | チャールズ・リンドバーグ             | 69号 | 寺田寅彦                           | 94号  | アルベール・カミュ                     |
| 20号 | 島津義久                 | 45号 | 司馬江漢                             | 70号 | 薩摩治郎八                         | 95号  | カール・マルクス                       |
| 21号 | 高野長英                 | 46号 | レフ・トルストイ                     | 71号 | ジョセフ・ミシェル・モンゴルフィエ | 96号  | フローレンス・ナイチンゲール           |
| 22号 | ウィンストン・チャーチル | 47号 | 小堀保三郎                           | 72号 | 長沢鼎                             | 97号  | ロバート・ルイス・スティーヴンソン     |
| 23号 | 一休宗純                 | 48号 | ピタゴラス                           | 73号 | 島津斉彬                           | 98号  | ジョルジュ・デ・メストラル             |
| 24号 | ナポレオン・ボナパルト   | 49号 | 和田篤太郎                           | 74号 | ヤン・ヨーステン                   | 99号  | ジョナサン・スウィフト                 |
| 25号 | 遠山金四郎景元           | 50号 | 丹羽保次郎                           | 75号 | 本木昌造                           | 100号 | マーガレット・ミッチェル               |